# 1808 dans le catholicisme
Chronologie du catholicisme
- 1804
- 1805
- 1806
- 1807
- 1808
- 1809
- 1810
- 1811
- 1812

Cet article présente les faits marquants de l'année 1808 dans le catholicisme.

## Naissances
- 28 septembre : Adrien Languillat, prélat jésuite et missionnaire français, vicaire apostolique de Nankin et évêque titulaire de Sergiopolis (de) († 30 novembre 1878)
- 11 octobre : René Ildefonse Dordillon, prélat et missionnaire français, vicaire apostolique des îles Marquises et évêque titulaire de Cambysopolis (de) († 11 janvier 1888)

## Décès
- 10 juin : Jean-Baptiste de Belloy, cardinal français, archevêque de Paris (° 28 octobre 1709)
- 26 septembre : Pierre-Augustin Godart de Belbeuf, prélat français, évêque d'Avranches (° 8 mai 1730)